# Thylacosmilus
Thylacosmilus is een geslacht van uitgestorven buideldierachtigen uit de Sparassodonta. Het was een carnivoor die tijdens het Laat-Mioceen en Plioceen in Zuid-Amerika leefde. Thylacosmilus is de naamgever van de familie Thylacosmilidae. Thylacosmilus leek qua uiterlijk veel op Barbourofelis en sabeltandkatten als Smilodon, maar was niet met deze verwant.

## Fossiele vondsten
Thylacosmilus leefde tijdens de South American Land Mammal Ages Huayquerian, Montehermosan en Chapadmalalan. Fossielen zijn gevonden in de Argentijnse provincies Catamarca, Entre Ríos en La Pampa.

## Uiterlijke kenmerken
Thylacosmilus had het formaat van een jaguar met een kopromplengte van 1,0 tot 1,25 meter en een geschat gewicht van vijftig tot honderd kilogram. De schedel was zesentwintig centimeter lang. Dit dier had twee opvallend grote hoektanden en geen snijtanden. De hoektanden zaten in twee tandbeschermers op de onderkaak die op scheden leken. De hoektanden bleven het hele leven van de Thylacosmilus doorgroeien. De jongen van Thylacosmilus hadden vermoedelijk kleine hoektanden die groeiden naarmate ze volwassener werden. De bek kon zeer wijd opengesperd worden en aan de kaken zaten grote kaakspieren vast. Het gebit laat zien dat Thylacosmilus een carnivoor of vleeseter was. In tegenstelling tot Smilodon werden de hoektanden niet gebruikt in een stekende beweging, maar in een trekkende. De hoektanden werden waarschijnlijk meer gebruikt om een karkas te openen dan om een prooi te doden.

## Leefwijze
Thylacosmilus was een op de grond levend roofdier. Het dier joeg waarschijnlijk op hoefdieren zoals notoungulaten en litopternen en gordeldierachtigen zoals pampatheriiden en kleinere glyptodonten. Thylacosmilus had mogelijk concurrentie van grote, vleesetende loopvogels als Brontornis. Toevallig kwam in Australië een soortgelijke combinatie van katachtige buideldieren en vleesetende loopvogels voor, met de buidelleeuw Thylacoleo en de vleesetende loopvogel Genyornis.

## Uitsterven
De immigratie van grote carnivoren tijdens de Great American Biotic Interchange werd lang beschouwd als de oorzaak van het uitsterven van Thylacosmilus. Nader onderzoek heeft echter laten zien dat concurrentie met de noordelijke carnivoren niet de reden van het uitsterven was. Tussen het uitsterven van Thylacosmilus in het Chapadmalalan en de eerste Zuid-Amerikaanse sabeltandkatten in het Ensenadan zit anderhalf miljoen jaar. Mogelijk hebben klimaatveranderingen in aanloop naar de ijstijden een rol gespeeld in het uitsterven van Thylacosmilus.